# Live from Birmingham - The 10,000 Light Years Tour
Live from Birmingham - The 10,000 Light Years Tour è un disco dal vivo e un video di John Lodge, bassista e voce del gruppo rock inglese dei Moody Blues, pubblicato nel 2017.

## Il Disco
Il disco contiene la registrazione del concerto dal vivo alla Town Hall, Birmingham, nel settembre del 2016.

## Tracce
1. Light Years Overture
2. Steppin' in a Slide Zone
3. In My Mind
4. Lean On Me (Tonight)
5. Peak Hour
6. Get Me Out of Here
7. Simply Magic
8. Candle of Life
9. Saved by the Music
10. 10,000 Light Years Ago
11. Nervous
12. Gemini Dream
13. Isn't Life Strange
14. I'm Just A Singer (In a Rock and Roll Band)
15. Ride My See-Saw

## Formazione
- John Lodge: basso, chitarra, voce
- Alan Hewitt: tastiera, voce
- Tim Maple: chitarra elettrica / chitarra acustica
- Gordon Marshall: batteria
- Norda Mullen: flauto
- Gemma Johnson: violoncello